# 406957 Kochetova
406957 Kochetova è un asteroide della fascia principale. Scoperto nel 2009, presenta un'orbita caratterizzata da un semiasse maggiore pari a 2,7832378 UA e da un'eccentricità di 0,1628336, inclinata di 8,81700° rispetto all'eclittica.